# Karamanidák
A Karamanidák, vagy Karamanida dinasztia (modern Török: Karamanoğulları, Karamanoğulları Beyliği) bejek nagyhatalmú dinasztiája volt a 13. századtól a 15. század végéig Anatólia déli középső részében, a mai Karamán tartomány körül. A karamáni emirséget vagy karamáni bejséget uralták, amely az egyik legerősebb anatóliai bejség volt, amíg 1487-ben II. Mehmed oszmán szultán el nem foglalta.

## Története
A karamanidák Szad al-Din hodzsára és fiára, Nure Szufi bejre vezették vissza az eredetüket, akik a kaukázusi Arranból (a mai Azerbajdzsánból) vándoroltak Sivasba a mongol hóditás elől 1230-ban.
A karamanidák az oguz törökök (vagy úzok) Szalur törzséhez tartoztak. Muzsin Jazicioglu és mások szerint az Afsar törzshöz, akik részt vetted Baba Isak lázadásában, majd a Taurusz hegység nyugati részébe húzódtak, Laarende város közelébe, ahol a szeldzsukokat szolgálták. Nure Szufi favágóként dolgozott. A fia, Kerimeddin Karamán bej a 13. század közepén megszerezte az ellenőrzést Kilikia hegyvidéki részei felett. Tartja magát az a legenda is, hogy I. Kjkubad rúmi szeldzsuk szultán hozta létre a karamanida dinasztiát.